# دونگ هایچوان
دونگ هایچوان (چینی: 董海川؛ ۱۳ اکتبر ۱۷۹۷ یا ۱۸۱۳ – ۲۵ اکتبر ۱۸۸۲) یک رزمی‌کار برجسته و اهل چین بود که بسیاری او را، بنیان‌گذار باگوآژانگ می‌دانند.
اغلب مدارس باگوآژانگ اصل و نسب خود را به او می‌رسانند. با اینحال، برخی معلمان سنتی این سبک در چین، او به عنوان بنیان‌گذار قبول ندارند، بلکه معتقدند که وی نخستین کسی است که دانش مربوط به باگوآژانگ را همگانی کرد و بین تودهٔ مردم جا انداخت؛ چرا که پیش از او، باگوآژانگ تنها در محافل خصوصی تائوئیست‌ها و پشت درهای بسته رواج داشت.